# یلو اسپرینگ (ویرجینیای غربی)
یلو اسپرینگ (به انگلیسی: Yellow Spring) یک منطقهٔ مسکونی در ایالات متحده آمریکا است که در شهرستان همپشر، ویرجینیای غربی واقع شده‌است. یلو اسپرینگ ۲۷۳ متر بالاتر از سطح دریا واقع شده‌است.